# Lambavörðuhæðir
Lambavörðuhæðir är kullar i republiken Island. De ligger i regionen Västlandet, 100 km nordost om huvudstaden Reykjavík.